# Paronychia jordanica
Paronychia jordanica är en nejlikväxtart som beskrevs av Mohammad Nazeer Chaudhri. Paronychia jordanica ingår i släktet prasselörter, och familjen nejlikväxter. Utöver nominatformen finns också underarten P. j. latifolia.